# Trévignin
Trévignin ist eine französische Gemeinde mit 861 Einwohnern (Stand 1. Januar 2022) im Département Savoie in der Region Auvergne-Rhône-Alpes. Sie gehört zum Arrondissement Chambéry und ist Mitglied im Gemeindeverband Communauté d’agglomération Grand Lac. Die Bewohner werden Trévignerains und Trévigneraines oder Trévignois und Trévignoises genannt.

## Geographie
Trévignin liegt auf 620 m, nahe bei Aix-les-Bains, etwa 16 Kilometer nördlich der Stadt Chambéry (Luftlinie). Das ehemalige Bauerndorf erstreckt sich im Nordwesten des Département Savoie, am westlichen Rand des Massivs der Bauges und am Fuß des Mont Revard, an aussichtsreicher Lage auf einer Geländeterrasse rund 380 m über dem Seespiegel des Lac du Bourget.
Die Fläche des 6,89 km² großen Gemeindegebiets umfasst einen Abschnitt im Alpenvorland. Der nördliche Gemeindeteil wird von der Verebnungsfläche von Trévignin eingenommen, die gegen Westen und Norden sanft zum Tal der Sierre abfällt. Entwässert wird das Gebiet durch verschiedene Bäche zur Sierre und damit zum Lac du Bourget. Nach Süden erstreckt sich das Gemeindeareal über den zunächst sanft, später steil ansteigenden, bewaldeten Hang des Mont Revard, der von mehreren Felsbändern durchzogen wird. Auf der Höhe der Tour de l’Angle Est wird mit 1562 m die höchste Erhebung von Trévignin erreicht. Die Gemeinde liegt innerhalb des Regionalen Naturparks Massif des Bauges (frz.: Parc naturel régional du Massif des Bauges).
Zu Trévignin gehören neben dem eigentlichen Ortskern auch mehrere Weilersiedlungen und Gehöfte, darunter:
- Le Séminaire (600 m) am Hang östlich des Dorfes
- Le Nandrion (680 m) am Hang des Mont Revard
- Saint-Victor (730 m) am Nordabhang des Mont Revard

Nachbargemeinden von Trévignin sind Grésy-sur-Aix im Nordwesten, Montcel im Osten sowie Pugny-Chatenod im Westen.

## Geschichte
Im Mittelalter bestand in Trévignin eine kleine Herrschaft, der die Ländereien von Trévignin und Épersy gehörten. Sie war abhängig von den Herren von Cessens, die im 14. Jahrhundert noch unter dem Einfluss der Herren von Faucigny standen, bevor sie 1400 unter die Oberhoheit der Grafen von Savoyen gelangten.
Von 1892 bis 1937 verband eine Zahnradbahn die Stadt Aix-les-Bains mit dem Gipfel des Mont Revard, dessen bewaldeter Steilhang im Südwesten der Gemeinde mittels einer Kehre überwunden wurde. In diesem Abschnitt besaß die Bahn eine Station auf etwa 1000 m Höhe und mehrere noch erhaltene Kunstbauten.

## Sehenswürdigkeiten
Aus dem 19. Jahrhundert stammt die Pfarrkirche von Trévignin. Eine Kapelle steht im Weiler Le Nandrion.

## Bevölkerung
| Jahr                       | 1962 | 1968 | 1975 | 1982 | 1990 | 1999 | 2006 | 2020 |
| Einwohner                  | 270  | 265  | 268  | 305  | 459  | 627  | 712  | 833  |
| Quellen: Cassini und INSEE |      |      |      |      |      |      |      |      |

Mit 861 Einwohnern (Stand 1. Januar 2022) gehört Trévignin zu den kleinen Gemeinden des Département Savoie. Nachdem die Einwohnerzahl in der ersten Hälfte des 20. Jahrhunderts rückläufig war, wurde seit Mitte der 1970er Jahre dank der attraktiven Wohnlage wieder eine deutliche Bevölkerungszunahme verzeichnet. Seither hat sich die Einwohnerzahl beinahe verdreifacht.

## Wirtschaft und Infrastruktur
Trévignin war bis weit ins 20. Jahrhundert hinein ein vorwiegend durch die Landwirtschaft geprägtes Dorf. Daneben gibt es heute verschiedene Betriebe des lokalen Kleingewerbes. Mittlerweile hat sich das Dorf zur Wohngemeinde entwickelt. Viele Erwerbstätige sind Wegpendler, die in den größeren Ortschaften der Umgebung, insbesondere im Raum Aix-les-Bains und Chambéry ihrer Arbeit nachgehen.
Die Ortschaft ist verkehrsmäßig recht gut erschlossen. Sie liegt an der Departementsstraße D913, die von Aix-les-Bains über den Mont Revard nach Les Déserts führt. Weitere Straßenverbindungen bestehen mit Grésy-sur-Aix und Montcel. Der nächste Anschluss an die Autobahn A41 befindet sich in einer Entfernung von rund sechs Kilometern.

## Gemeindepartnerschaften
Trévignin ist seit 1966 verschwistert mit dem deutschen Dorf Olfen, das seit 2018 ein Stadtteil von Oberzent (Odenwaldkreis/Hessen) ist. Diese Verschwisterung gilt als die kleinste kommunale Partnerschaft dieser Art in Europa.